# كوارتوكيو
كوارتوكيو، (بالإنجليزية: Quartucciu)‏، (سردينيا: Quartu Tucciu)، هي بلدية في مدينة كالياري، في المنطقة سردينيا الإيطالية، وتقع على بعد حوالي 8 كيلومترات (5 ميل) شمال شرق كالياري.

## السكان
في سنة 1861 بلغ عدد السكان 2٬084 نسمة، وتطور العدد ليصل في سنة 2011 لـ 12٬825 نسمة.
يظهر هذا المخطط البياني تطور النمو السكاني لـ كوارتوكيو